# Aeropuerto Teniente La Rufa
El Aeropuerto Teniente La Rufa (IATA: LCP - OACI: SA18) es un aeropuerto argentino que da servicio a la ciudad de Loncopué, Neuquén, Argentina. Recibe vuelos de la aerolínea American Jet provenientes del Aeropuerto Internacional Presidente Perón de la ciudad de Neuquén. También recibe vuelos particulares, oficiales y sanitarios.